# Carolien van de Berg
Carolien van de Berg (Amesterdão, 10 de março de 1953) é uma atriz neerlandesa.

## Carreira
Van den Berg ficou famosa com a série de TV De Freules, transmitida entre 1990 e 1991. Ela também estrelou o longa-metragem Vroeger kon je lachen, de Bert Haanstra, pelo qual recebeu o Bezerro de Ouro de melhor atriz em 1983. Juntamente com a atriz Karen van Holst Pellekaan, com quem atuou em De Freules e um episódio em Loenatik, ela fez a série de 14 episódios Hubertien en Willemien , cuja primeira temporada foi transmitida pela Villa Achterwerk em 1997 e a segunda em 1999.
Van den Berg também é artista visual. A partir de 2011 desenvolveu diversos formatos de televisão para a produtora Messercola.
Em 2016 produziu, escreveu e realizou uma performance solo Quem diabos é o Tio Jo? dirigido por Matin van Veldhuizen.

## Vida pessoal
De 1993 a 2009 foi casada com Marc Klein Essink, com quem tem dois filhos.

## Filmografia
- 1983 - Vroeger kon je lachen (Venceu-Bezerro de Ouro de Melhor Atriz)
- 1983 - Zeg 'ns Aaa (TV) - Sjaan
- 1983 - De Familie Knots (TV) - Aaf Klaver
- 1984 - Willem van Oranje (TV) - Barbara
- 1984 - Ciske de Rat - Tante Chris
- 1987 - Moordspel (TV) - Jackie Meerman
- 1987 - Havinck - Maud
- 1988 - Medisch Centrum West (TV) - Ria Bijlsma
- 1990 - De Freules (TV) - Thérèse
- 1991 - De Dageraad (TV) - Trudy van Traa
- 1992 - Recht voor z'n Raab - Irene
- 1994 - Alle kinderen de deur uit - Santje
- 1995 - Vrouwenvleugel (TV) - Sra. Bunders
- 1995-1998 - Jansen, Jansen (TV) - Lidewij
- 1997-999 - Hubertien en Willemien (TV)
- 1998 - Loenatik (TV) - Mãe
- 1999 - Retour Den Haag (TV) - Odette
- 2001 - Het Zonnetje in Huis (TV) - Mireille
- 2003 - Wet en Waan - Cora
- 2005 - Toen was geluk heel gewoon (TV) - Neelie Smit-Kroes
- 2005 - Een gelukkige hand
- 2013 - Het imperium (TV) - Louise Vreeman
- 2014 - Flikken Maastricht (TV) - Margriet Heystek
- 2015 - Dagboek van een callgirl (TV) - Funcionária de boutique
- 2016 - Dokter Deen (TV) - Proprietário da galeria
- 2017 - Celblok H (TV) - Sonja Stevens
- 2018 - De Spa (TV) - Josefien Klaassen